# إيميكا إيزيوغو
إيميكا إيزيوغو (بالإنجليزية: Emeka Ezeugo) (مواليد 8 أغسطس 1967) هو لاعب كرة قدم. يلعب مع منتخب نيجيريا لكرة القدم. سبق له أن لعب في كأس العالم لكرة القدم مع منتخب بلاده.

## روابط خارجية
- إيميكا إيزيوغو على موقع قاعدة بيانات كرة القدم.إي يو (الإنجليزية)
- إيميكا إيزيوغو على موقع ناشيونال فوتبول تيمز (الإنجليزية)
- إيميكا إيزيوغو على موقع أوليمبيديا (الإنجليزية)